# Киворий

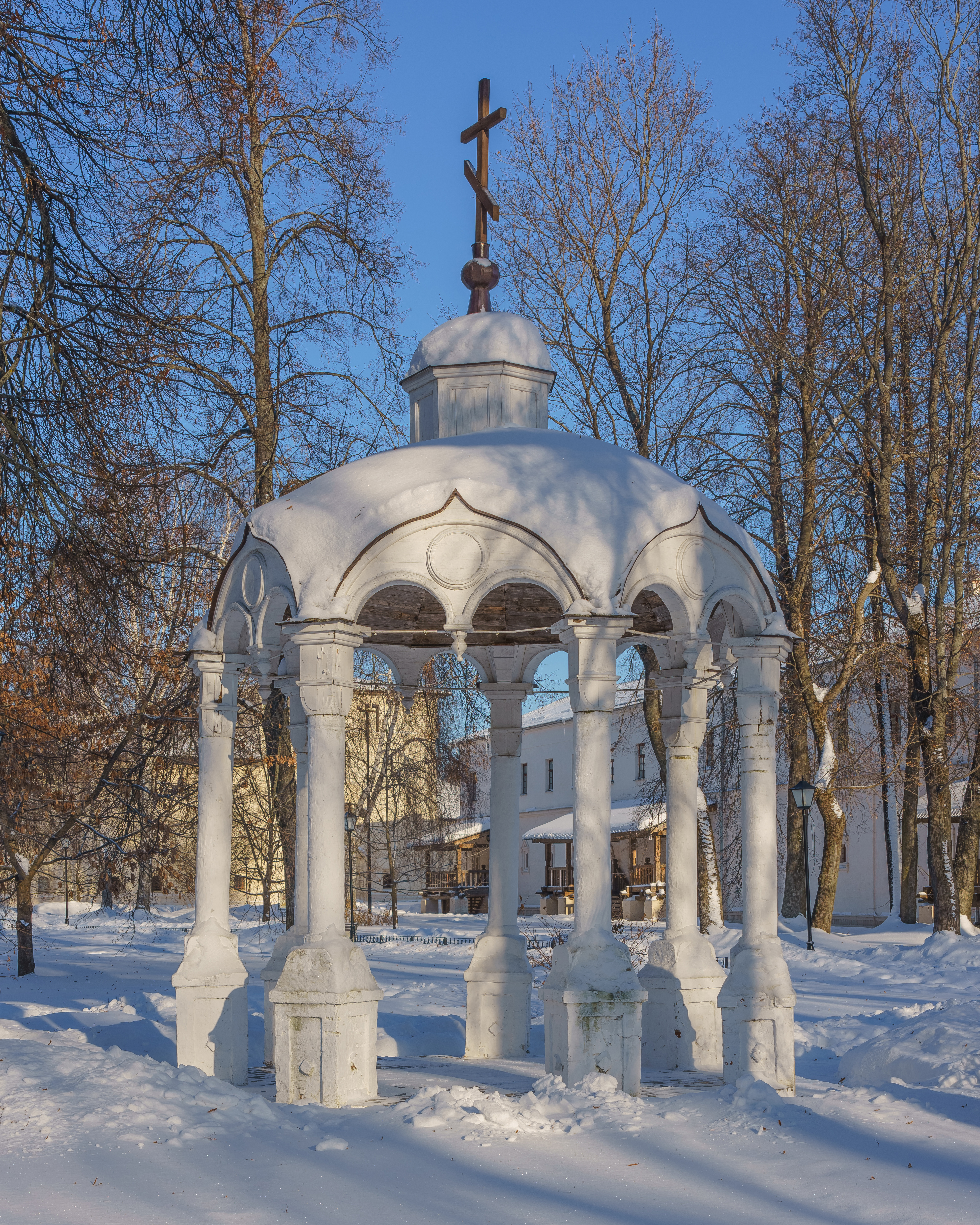
Киворий в Спасо-Евфимиевом монастыре

Киво́рий (греч. κιβώριον, лат. ciborium — стручок египетского боба). Предположительно, у древних египтян так назывался плод лотоса, который служил сосудом для питья (в иной версии это была скорлупа боба). Затем у греков и римлян это название было перенесено на металлический сосуд, имевший похожую форму. В древнеримской архитектуре «киборий» — навес для защиты от солнца.
В первые века христианства словом «киборий» лат. ciborium стали называть подвесную дарохранительницу чашевидной формы с крестом наверху. Такая же дарохранительница, сделанная в виде голубя (символ Святого Духа), называлась «перистерион» (др.-греч. περιστερεων — голубятня). Ящик, ковчег, в котором хранятся Святые Дары для евхаристии, также стали именовать киворием. Киворий помещали на престоле в алтаре церкви и он символизировал место, где был распят и погребён Христос, и даже стражу, приставленную к гробу Спасителя. У католиков такой киворий принято называть табернаклем (в редких случаях: кувуклией). В восточной церкви подобную дарохранительницу со временем стали называть словом «киот», или «кибот», имеющим иное происхождение.
Обычай устройства кивория над алтарём появился в раннехристианских храмах в IV—VI веках и вначале служил для крепления завес, закрывавших престол в определённые моменты богослужения и между службами. Существовали также кивории над амвоном, крещальной купелью. Небольшие балдахины устраивали над статуями в романских и готических соборах, они осеняли изображённые персонажи и, подобно «градским коронам», в виде миниатюрного города с крепостными стенами и башнями символизировали Новый Иерусалим.
В России принято название «алтарная сень». Такие сени, или балдахины, устраивали над ковчегами с мощами святых, чтимыми иконами, святыми источниками, тронами и молельными местами царей, архиереев, настоятелей монастырей и ктиторов (богатых вкладчиков и благотворителей).

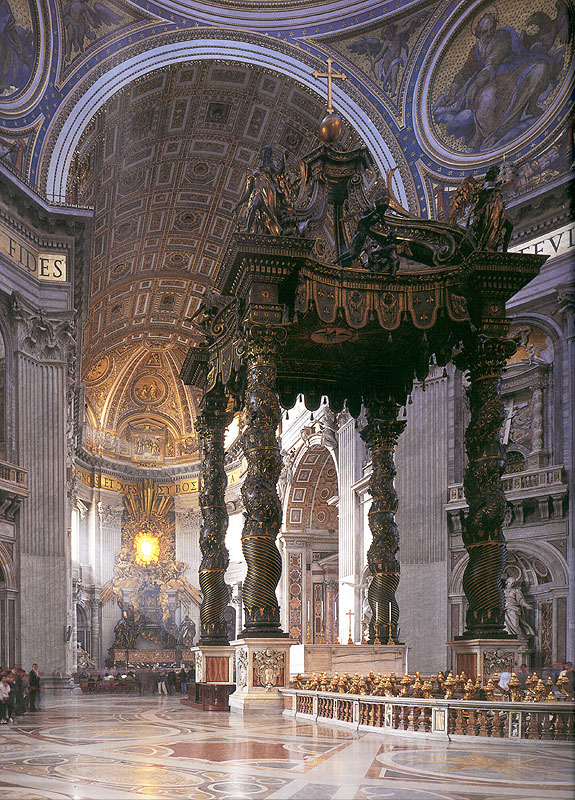
Бронзовый киворий над гробницей Св. Апостола Петра в соборе Св. Петра в Ватикане. 1624—1633. Архитектор Дж. Л. Бернини

## Архитектонические кивории
В XII—XIII веках слово киворий по латинской традиции стали переносить на архитектурные сооружения — сень (навес) над престолом (алтарём), поддерживаемую четырьмя или восемью колоннами. Другое название: балдахин.
Выдающимся мастером готических шатровых кивориев был флорентийский архитектор и скульптор Арнольфо ди Камбио. В средокрестии базилики Сан-Джованни-ин-Латерано в Риме он создал монументальный архитектонический киворий (табернакль) на четырёх колоннах сложной композиции (начало XIV в., частично изменён в XVI в.). На его вершине в золочёных реликвариях, выполненных в форме фигур апостолов с нимбами, хранятся святые мощи: головы апостолов Петра и Павла. Похожие по композиции кивории Арнольфо ди Камбио создал в базилике Сан-Паоло-фуори-ле-Мура (1285) и в церкви Санта-Чечилия-ин-Трастевере в Риме.
Шедевром архитектуры стиля барокко является киворий (балдахин) над гробницей святого апостола Петра в средокрестии собора Святого Петра в Ватикане. Он создан Джан Лоренцо Бернини из бронзы, на четырёх витых колоннах, которые поднимают шатёр с крестом на высоту 29 метров! (1624—1633). Подобный киворий на четырёх порфировых колоннах, но меньшего размера, имеется в другой титульной базилике Рима — Санта-Мария-Маджоре (проект Фердинандо Фуга, 1750—1825). Другие — во многих храмах Рима и других городов католического Рима.
Над Святым колодцем в монастырских клуатрах также возводили кивории. Изображения источников (фонтанов) с архитектоническими кивориями на средневековых и ренессансных мозаиках и фресках символизируют источник Вечной жизни и Райский сад: «Сад огороженный», или «Запертый сад» (Розарий Девы Марии). В русской традиции: Вертоград. В древнерусской иконописи изображение кивория символизирует алтарь.
В средневековых итальянских городах на центральных площадях устанавливали кивории на четырёх колоннах и высоком ступенчатом подиуме. Они называются «берлинами» (итал.  berlina — карета, повозка). Установленный в берлине трон служил для церемонии введения в должность правителя города — магистрата, дожа, «capitani del popolo» (предводителей народа).
Монументальные кивории служили надгробиями. Обычай их возведения уходит во времена Древнего Рима. В средневековой Вероне возводили монументальные усыпальницы в виде огромных готических кивориев с саркофагом внутри и конной статуей правителя на вершине. Сооружения называются: Арки Скалигеров, по фамилии правителей города в XIII—XIV веках. В Лондоне, в Южном Кенсингтоне, в 1864—1872 годах воздвигнут мемориал принцу-консорту Альберту (супругу королевы Виктории и основателю Музея Виктории и Альберта): характерный памятник движения «готического возрождения» в Англии. Он создан в виде огромного готического кивория (архитектор Дж. Г. Скотт).

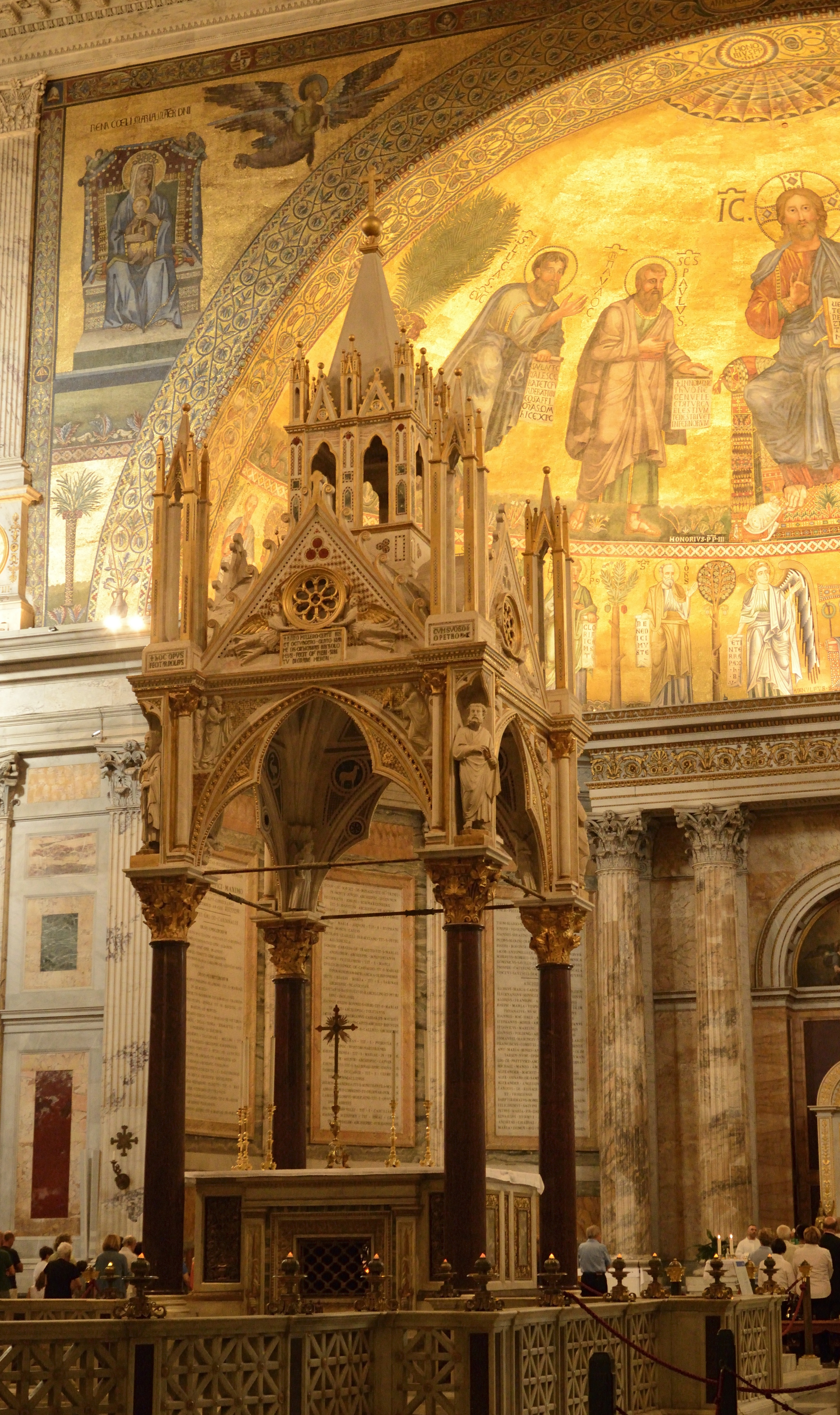
Киворий базилики Сан-Паоло-фуори-ле-мура. Арнольфо ди Камбио. 1285
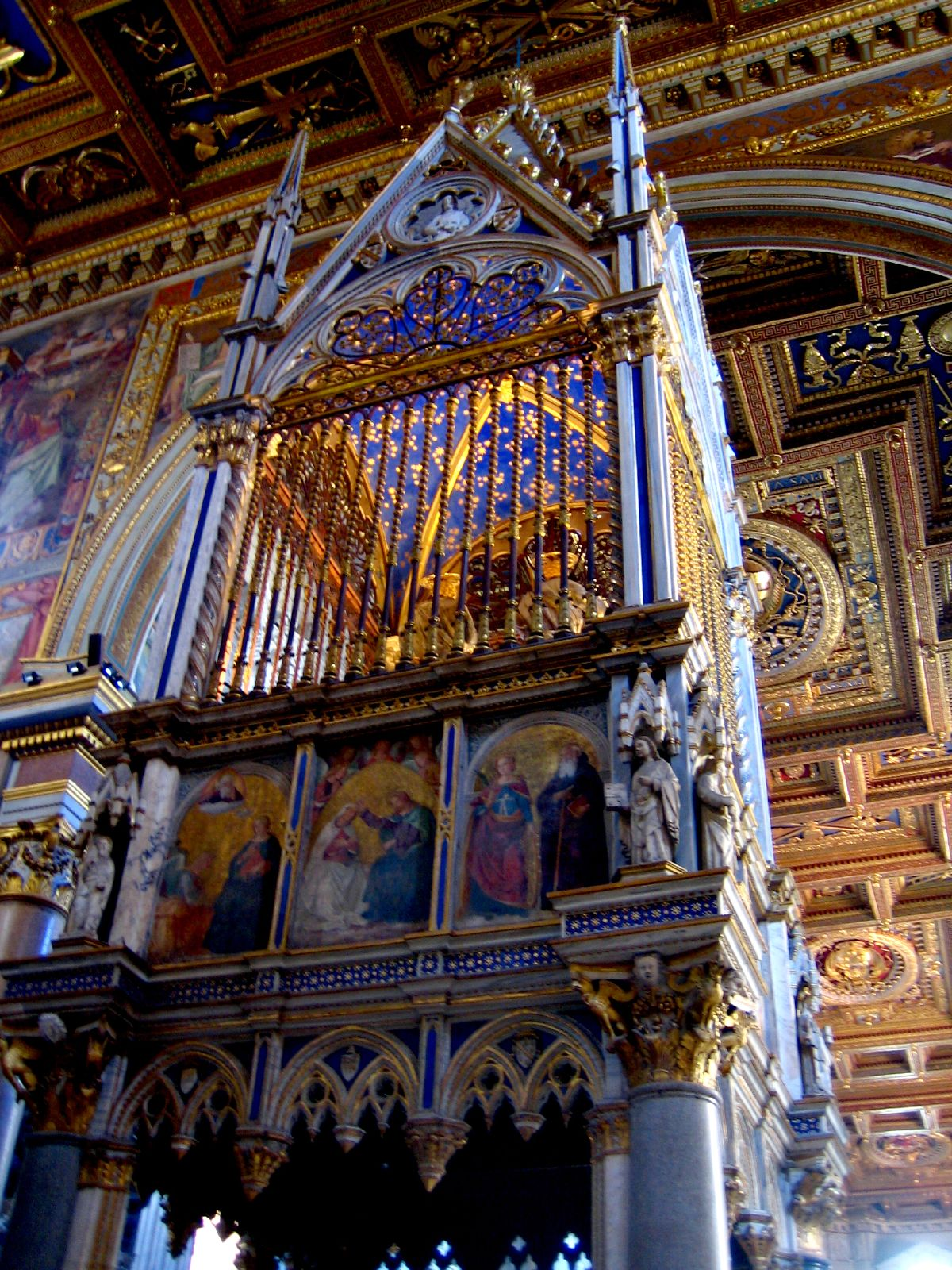
Киворий базилики Сан-Джованни-ин-Латерано с реликвариями для хранения голов святых апостолов Петра и Павла. Проект Джованни ди Стефано. 1367. Роспись Барна да Сиена. 1367–1368
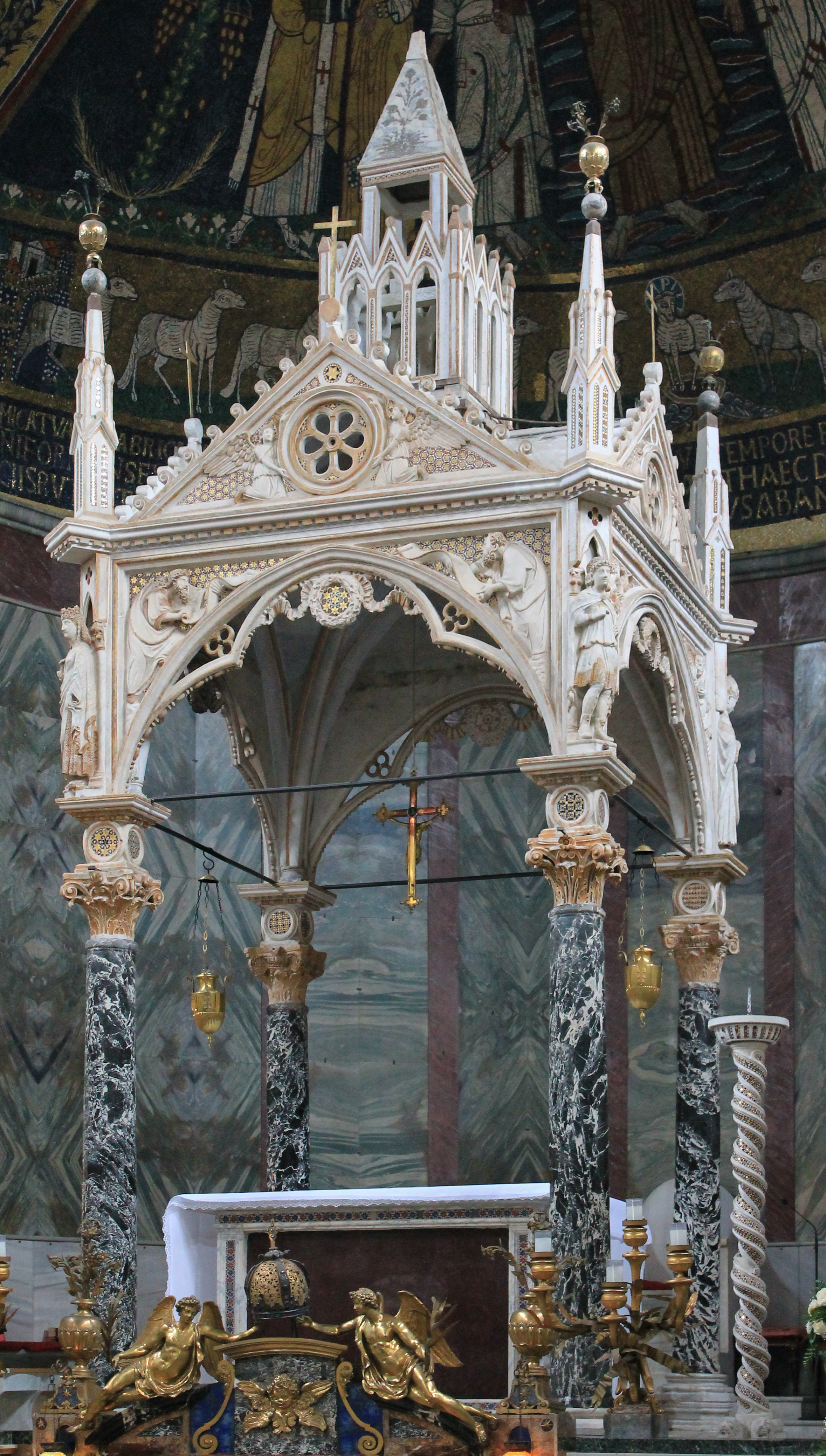
Киворий базилики Санта-Чечилия-ин-Трастевере. 1300-е гг.
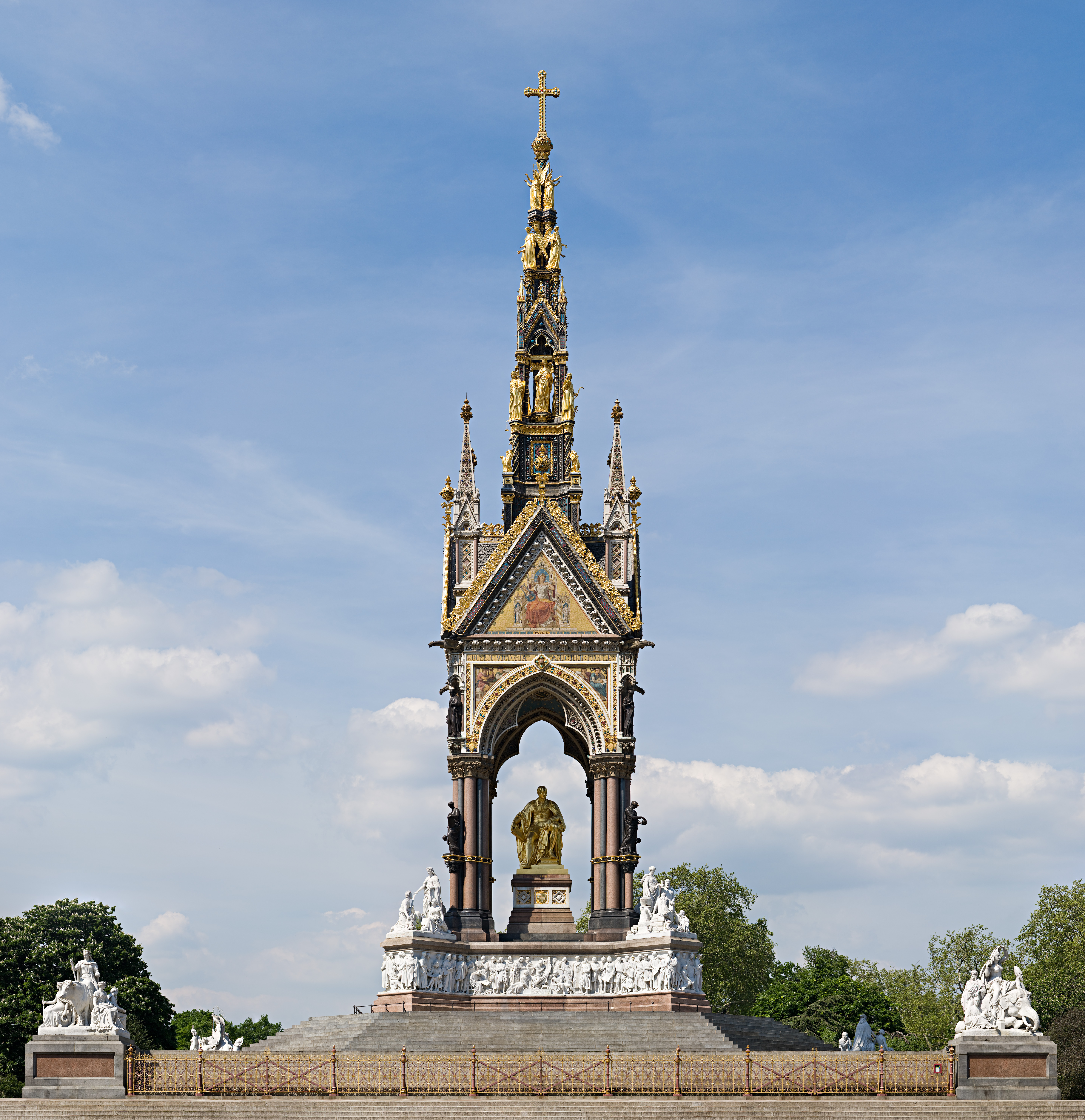
Мемориал принца Альберта в стиле неоготики. 1864—1875. Архитектор Дж. Г. Скотт. Южный Кенсингтон, Лондон
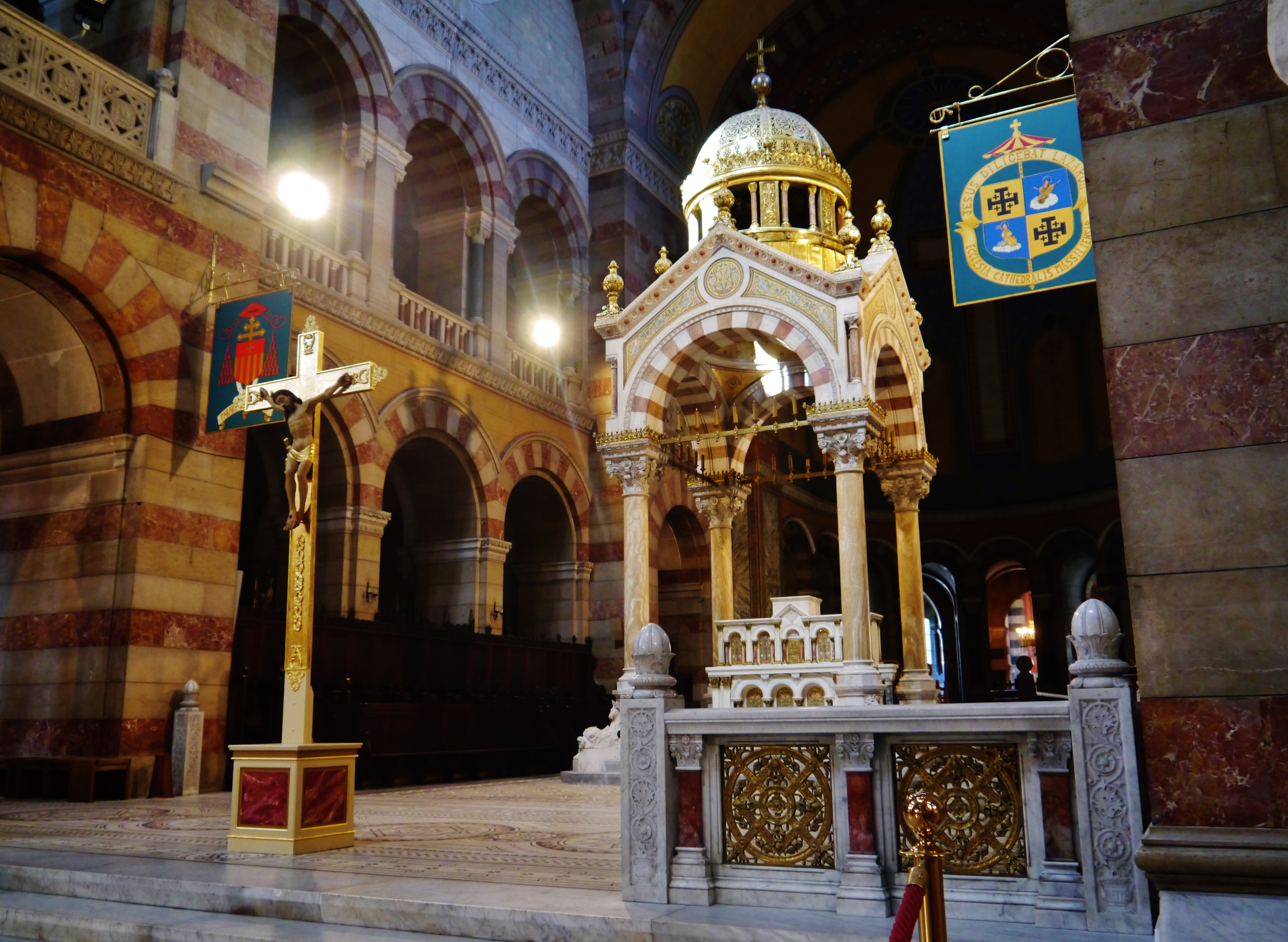
Киворий в неовизантийском стиле собора Сент-Мари-Мажор в Марселе. Архитектор Л. Водуайе. 1860-е гг.